# USS Richard S. Bull (DE-402)
USS Richard S. Bull (DE-402) là một tàu hộ tống khu trục lớp John C. Butler từng phục vụ cùng Hải quân Hoa Kỳ trong Chiến tranh Thế giới thứ hai. Nó là chiếc tàu chiến duy nhất của Hải quân Hoa Kỳ được đặt cái tên này, theo tên Thiếu úy Hải quân Richard Salisbury Bull, Jr. (1913–1942), phi công từng phục vụ cùng Liên đội Tiêm kích VF-2 trên tàu sân bay Lexington (CV-2), đã tử trận trong Trận chiến biển Coral vào ngày 8 tháng 5, 1942 và được truy tặng Huân chương Chữ thập bay Dũng cảm. Nó đã phục vụ trong suốt Thế chiến II, được cho ngừng hoạt động sau khi xung đột chấm dứt vào năm 1946, rồi cuối cùng bị đánh chìm như một mục tiêu ngoài khơi California vào năm 1969. Richard S. Bull được tặng thưởng năm Ngôi sao Chiến trận do thành tích phục vụ trong Thế Chiến II.

## Thiết kế và chế tạo
Lớp John C. Butler được thiết kế nhằm đáp ứng nhu cầu một số lượng lớn nhưng rẻ tiền của một kiểu tàu hộ tống chống tàu ngầm để hộ tống các đoàn tàu vận tải vượt đại dương. Chúng có chiều dài chung 306 foot (93,3 m), mạn tàu rộng 36 foot 10 inch (11,2 m) và mớn nước 13 foot 4 inch (4,1 m), trọng lượng choán nước tiêu chuẩn 1.350 tấn Anh (1.372 t), và lên đến 1.745 tấn Anh (1.773 t) khi đầy tải, với một thủy thủ đoàn bao gồm 14 sĩ quan và 201 thủy thủ. Con tàu được vận hành bởi hai turbine hơi nước hộp số Westinghouse; hơi nước được cung cấp bởi hai nồi hơi "D" Express, tạo ra công suất 12.000 mã lực càng (8.900 kW) và cho phép đạt được tốc độ tối đa 24 hải lý trên giờ (44 km/h; 28 mph). Nó có tầm hoạt động 6.000 hải lý (11.000 km; 6.900 mi) ở tốc độ đường trường 12 hải lý trên giờ (22 km/h; 14 mph).
Dàn vũ khí chính bao gồm hai tháp pháo 5-inch/38 caliber đa dụng nòng đơn, được dẫn đường bởi hệ thống điều khiển hỏa lực Mark 51; vũ khí phòng không gồm hai khẩu đội Bofors 40 mm L/60 nòng đôi và mười khẩu Oerlikon 20 mm nòng đơn cũng được dẫn đường bởi hệ thống Mark 51. Ngoài ba ống phóng ngư lôi 21 inch (533 mm), vũ khí chống ngầm bao gồm hai đường ray thả mìn sâu, tám máy phóng mìn sâu K-gun cùng một dàn súng cối chống ngầm Hedgehog. Con tàu được trang bị sonar kiểu QC, radar dò tìm mặt biển SL và radar dò tìm không trung SA.
Richard S. Bull được đặt lườn tại xưởng tàu của hãng Brown Shipbuilding Co. ở Houston, Texas vào ngày 18 tháng 8, 1943. Nó được hạ thủy vào ngày 16 tháng 11, 1943, được đỡ đầu bởi bà Richard S. Bull, Sr., mẹ của Thiếu úy Bull, và được cho nhập biên chế cùng Hải quân Hoa Kỳ vào ngày 26 tháng 2, 1944 dưới quyền chỉ huy của Hạm trưởng, Thiếu tá Hải quân Alfred Wiltz Gardes.

## Lịch sử hoạt động
Sau khi hoàn tất việc chạy thử máy huấn luyện tại khu vực Bermuda và sửa chữa sau chạy thử máy, Richard S. Bull chuẩn bị để được điều động sang khu vực Mặt trận Thái Bình Dương. Nó khởi hành từ Boston, Massachusetts vào ngày 6 tháng 5, 1944, băng qua kênh đào Panama và San Diego, California để đi đến Trân Châu Cảng vào ngày 30 tháng 5. Sau một giai đoạn huấn luyện, nó đi đến Eniwetok vào ngày 27 tháng 6, và hộ tống cho Long Island (CVE-1) cùng các tàu sân bay hộ tống khác quay trở lại Trân Châu Cảng vào ngày 5 tháng 7.
Khi quay trở lại Eniwetok, Richard S. Bull tham gia một lực lượng đặc nhiệm bao gồm tàu sân bay Sangamon (CVE-26) vào ngày 6 tháng 8, và đi đến đảo Manus vào ngày 13 tháng 8. Nó đã hỗ trợ cho cuộc đổ bộ lên đảo Morotai ở phía Đông Bắc Đông Ấn thuộc Hà Lan vào ngày 15 tháng 9, rồi lên đường từ Manus để hộ tống các tàu sân bay hỗ trợ cho cuộc đổ bộ lên Leyte vào ngày 20 tháng 10. Nó đã cứu vớt một phi công từ tàu sân bay Chenango bị rơi xuống biển vào ngày 22 tháng 10.
Trong quá trình Trận chiến ngoài khơi Samar diễn ra ba ngày sau đó, Richard S. Bull hoạt động cùng Đơn vị Đặc nhiệm 77.4.1 (mã gọi vô tuyến Taffy 1), ở cách Taffy 3 (Đơn vị Đặc nhiệm 77.4.3) 130 mi (210 km) về phía Nam, vốn trở thành mục tiêu của Lực lượng Trung tâm Nhật Bản. Taffy 1 đang tung máy bay ra truy tìm hạm đội Nhật Bản đang rút lui sau Trận chiến eo biển Surigao, khi đến 07 giờ 40 phút đã phải chịu đựng những đợt tấn công tự sát của máy bay Kamikaze đối phương xuất phát từ Davao, chiếc tàu hộ tống khu trục đã giúp cứu vớt 24 người từ tàu sân bay hộ tống Suwannee (CVE-27).
Sang ngày 29 tháng 10, nó tìm kiếm và cứu vớt được 139 người sống sót từ chiếc Eversole (DE-404), sau khi tàu chị em bị đắm do trúng ngư lôi từ tàu ngầm Nhật Bản I-45 ngoài khơi Dinagat, Philippines; I-45 bị tàu hộ tống khu trục Whitehurst đánh chìm ngay sau đó.
Sau khi chuyển những người sống sót từ Eversole sang tàu bệnh viện Bountiful (AH-9) tại Kossol Roads, Palau, Richard S. Bull bảo vệ cho các tàu sân bay hộ tống đi từ Manus đến Trân Châu Cảng, đến nơi vào ngày 19 tháng 11. Nó hộ tống cho tàu sân bay Shamrock Bay (CVE-84) đi đến Manus vào ngày 22 tháng 12, rồi cùng tàu sân bay Marcus Island (CVE-77) hướng sang Leyte để hỗ trợ cho cuộc đổ bộ lên vịnh Lingayen, Luzon vào ngày 9 tháng 1, 1945. Đi đến Ulithi và Saipan, nó cứu vớt ba phi công từ tàu sân bay Natoma Bay (CVE-62) vào ngày 17 tháng 2, rồi bảo vế cho các tàu sân bay hộ tống hỗ trợ cho cuộc đổ bộ lên Iwo Jima vào ngày 19 tháng 2. Rời khu vực này vào ngày 10 tháng 3, nó đi ngang qua Guam và Ulithi để hướng đến vùng biển quần đảo Ryūkyū.
Trong giai đoạn từ ngày 1 tháng 4 đến ngày 16 tháng 5, Richard S. Bull bảo vệ cho các tàu sân bay hộ tống tham gia vào cuộc đổ bộ lên Okinawa. Con tàu quay trở về Saipan rồi lại có mặt tại vùng chiến sự Okinawa từ ngày 2 tháng 6, tiếp tục hộ tống các tàu sân bay tại đây. Nó cùng tàu sân bay hộ tống Sargent Bay đi đến Leyte vào ngày 23 tháng 6, và được điều sang dưới quyền Tư lệnh Tiền phương biển Philippine, làm nhiệm vụ hộ tống các đoàn tàu đi lại giữa Morotai, Hollandia và Ulithi. Sau khi Nhật Bản chấp nhận đầu hàng vào ngày 15 tháng 8, giúp chấm dứt vĩnh viễn cuộc xung đột, vào ngày 30 tháng 8, nó đã trợ giúp y tế cho những người thương vong trên chiếc SS Peter White, vốn bị hư hại do trúng thủy lôi tại phía Bắc Philippines.
Sau khi làm nhiệm vụ hộ tống vận tải từ Leyte đến Ulithi và Okinawa, Richard S. Bull rời Leyte vào ngày 14 tháng 10 để quay trở về Hoa Kỷ. Đi ngang qua Eniwetok và Trân Châu Cảng, nó về đến San Diego, California vào ngày 6 tháng 11. Con tàu được cho xuất biên chế vào tháng 3, 1946 và đưa về Hạm đội Dự bị Thái Bình Dương. Tên nó được cho rút khỏi danh sách Đăng bạ Hải quân vào ngày 30 tháng 6, 1968, và con tàu bị đánh chìm như một mục tiêu ngoài khơi California vào ngày 24 tháng 6, 1969.

## Phần thưởng
Richard S. Bull được tặng thưởng năm Ngôi sao Chiến trận do thành tích phục vụ trong Thế Chiến II.
|             |  |             |
| Silver star |  | Bronze star |

| Dãi băng Hoạt động Tác chiến                                            | Dãi băng Hoạt động Tác chiến         | Huân chương Chiến dịch Hoa Kỳ        | Huân chương Chiến dịch Hoa Kỳ                               |
| Huân chương Chiến dịch Châu Á-Thái Bình Dương với 5 Ngôi sao Chiến trận | Huân chương Chiến thắng Thế Chiến II | Huân chương Chiến thắng Thế Chiến II | Huân chương Giải phóng Philippine với 1 Ngôi sao Chiến trận |